# 17 septembre 2002
Le mardi 17 septembre 2002 est le 260e jour de l'année 2002.

## Décès
- José Iborra (né le 12 juin 1908), footballeur espagnol
- André Rousseau (né le 12 janvier 1911), homme d'affaires et homme politique québécois
- Dodo Marmarosa (né le 12 décembre 1925), pianiste et compositeur américain
- Hassan Honarmandi (né le 22 mars 1928), écrivain, poète et traducteur iranien
- Edvaldo Alves de Santa Rosa (né le 26 mars 1934), footballeur international brésilien

## Autres événements
- Expressions d'excuses officielles dans le cadre des enlèvements de citoyens japonais par la Corée du Nord
- Sortie du jeu Kingdom Hearts
- Sortie de la compilation She's a Queen: A Collection of Hits
- Sortie du single A Moment Like This
- Sortie d l'album Tendrement
- Sortie de l'album Theory of a Deadman
- Fin du Championnat du Mali de football 2002
- Parution de La Guerre des machines
- Découverte de 223P/Skiff
- Sortie de Whatchulookinat
- Sortie de The Game of Love
- Sortie de Cleanin' Out My Closet
- Sortie de l'album Believe
- Sortie de l'album Theory of a Deadman
- Hôtel de Pourtalès fait l’objet d’une inscription au titre des monuments historiques.